# Альтбрандслебен
Альтбрандслебен (нем. Altbrandsleben) — община в Германии, в земле Саксония-Анхальт.
Входит в состав района Бёрде. Подчиняется управлению Ошерслебен (Боде).  Население составляет 347 человек (на 31 декабря 2006 года). Занимает площадь 7,71 км².